# Браничево (област)
Браничево је географска и историјска област у североисточном делу Србије. Ограничена је Великом Моравом, Дунавом и планинским венцем који чине Бељаница, Хомољске планине и Северни Кучај. Област је добила назив по средњовековној тврђави Браничево.
Највећи део области налази се у оквиру данашњег Браничевског округа. Број становника је око 200.500, а највећи град ове области је Пожаревац. Налази се на највећој раскрсници копнених и водених путева југоисточне Европе. Ту се укрштају: дунавска магистрала, која спаја средњоевропски простор са црноморским обалама и Блиским истоком, и моравско-вардарска која повезује исти тај простор са егејским светом на југу. Те две комуникације старе су онолико колико је старо трајање човека на овим просторима.

## Географија
На релативно малом простору ове области јасно се издвајају равничарски терени у долини Дунава и Велике Мораве, са Стигом као најплоднијом равницом у долини јужно од Саве и Дунава. Средњи ток Млаве и Пека одликују брдовите области, надморске висине између 200 и 300 метара, погодне за воћарство и сточарство. Изворишни и средњи токови ове две реке чине планинске области Хомоља и Звижда, богате шумом, пашњацима, рудним и минералним благом.
Браничево припада југоисточном ободу Панонског басена и у географском смислу представља микрорегију или крај који обухвата слив доњег тока реке Пек. Простире се од Каонске клисуре Пека до његовог ушћа у Дунав. Развођем ка доњој Млави одвојено је од Стига. Рељеф Браничева углавном је изграђен ерозивним деловањем доњег тока Пека. Земљиште је рашчлањено долинама доњег тока Пека и његових притока. Низводно од Каонске клисуре Пек је делом епигенетски усечен. Брежуљкасто земљиште на левој страни доњег Пека изграђено је од леса а оно на десној страни од сарматског пешчара. Земљиште поред Дунава састоји се од живог песка. Део воде Пека упија се у песак па имамо случај да је његов протицај мањи у доњем него у средњем току. Морфолошки је карактеристична Пожеженска пешчара са динама.
Браничево има излаз на Ђердапско језеро а поред њега у њему је вештачко Сребрно (Градиштанско) језеро настало преграђивањем рукавца Дунава.

## Општине
- Велико Градиште
- Пожаревац
- Голубац
- Мало Црниће
- Жабари
- Петровац на Млави
- Кучево
- Жагубица